# Estructura cristalina

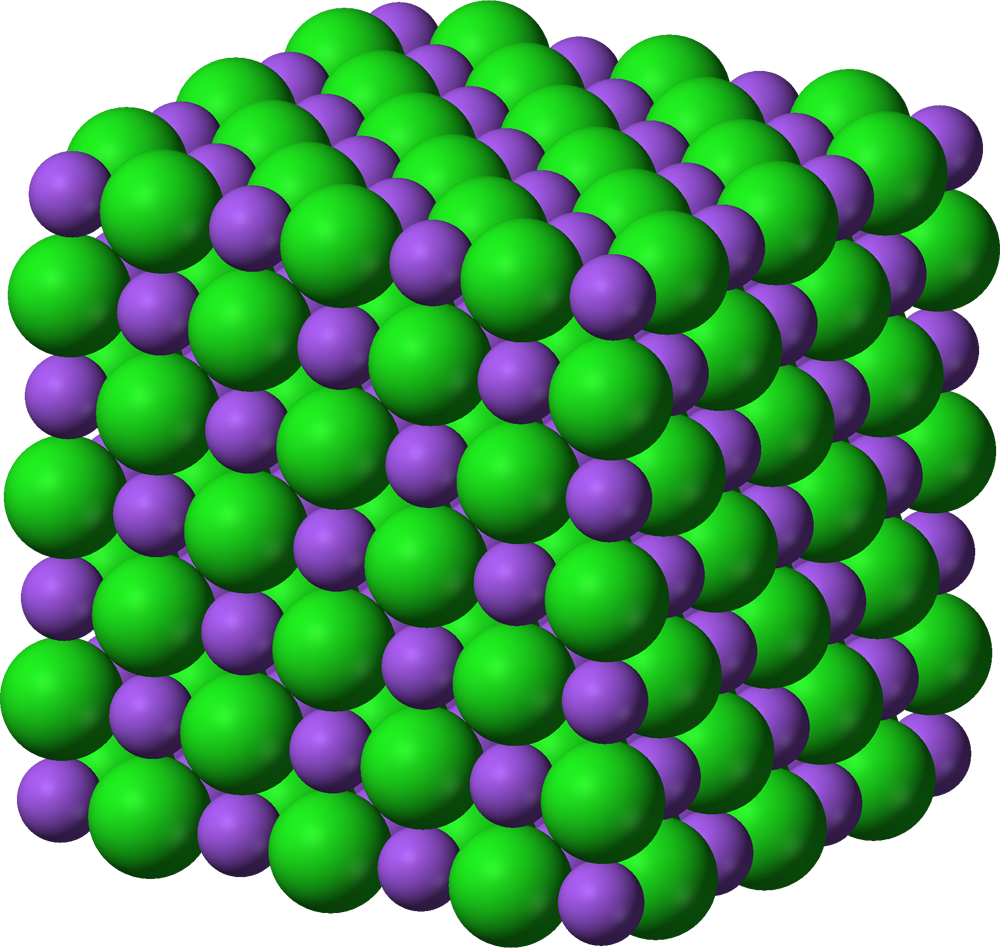
Estructura de un cristal de cloruro de sodio, un típico ejemplo de un compuesto iónico. Las esferas púrpuras son cationes de sodio, y las esferas verdes son aniones de cloruro.

La estructura cristalina es la forma sólida de cómo se ordenan y empaquetan los átomos, moléculas, o iones. Estos son empaquetados de manera ordenada y con patrones de repetición que se extienden en las tres dimensiones del espacio. La cristalografía es el estudio científico de los cristales y su formación.
El estado cristalino de la materia es el de mayor orden, es decir, donde las correlaciones internas son mayores. Esto se refleja en sus propiedades anisótropas y discontinuas. Suelen aparecer como entidades puras, homogéneas y con formas geométricas definidas (hábito) cuando están bien formados. No obstante, su morfología externa no es suficiente para evaluar la denominada cristalinidad de un material.
El grupo más pequeño de partículas en el material que constituye el patrón repetitivo es la celda unitaria de la estructura. La celda unitaria define completamente la simetría y la estructura de toda la red cristalina, que se constituye mediante la traslación repetitiva de la celda unitaria a lo largo de sus ejes principales. Se dice que los patrones de repetición están situados en los puntos de la red de Bravais. Las longitudes de los ejes principales o bordes de la celda unitaria y los ángulos entre ellos son las constantes de la red, también llamadas parámetros de la red.

## Estructura

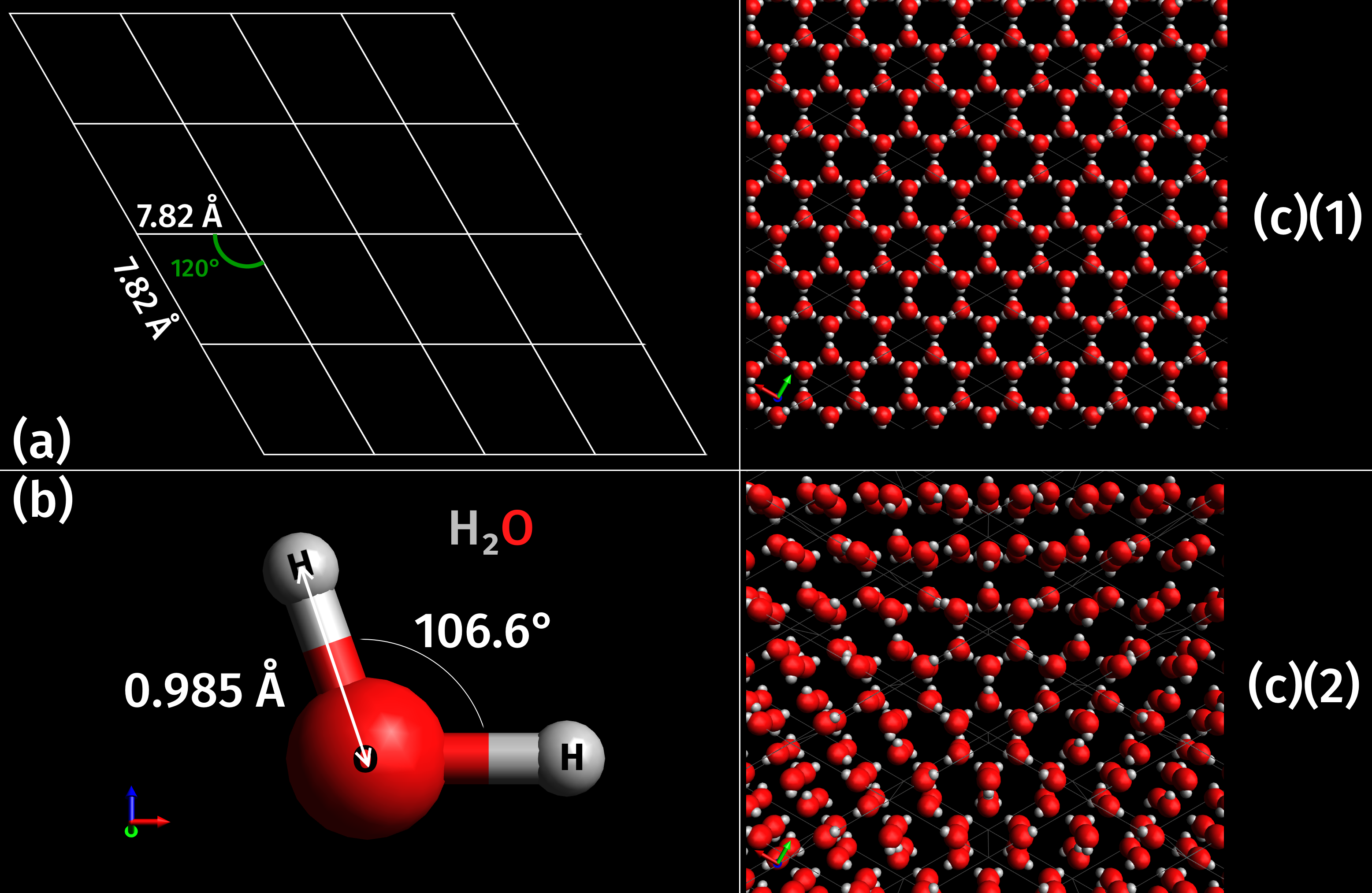
La estructura cristalina tridimensional del hielo I_{h} (c) consiste en bases de moléculas de H_{2}O (b) situadas en los nodos de una red cristalina hexagonal bidimensional (a), pero atención, el retículo dibujado no es hexagonal. Los valores para el ángulo H-O-H y la distancia O-H proceden de Petrenko y Whitworth (1999), con un rango de valores de ± 1,5 ° y ± 0,005 Å, respectivamente. El recuadro negro en (c) es la celda unitaria definida por Bernal y Fowler. [(1) vista ortográfica; (2) vista en perspectiva].

Los cristales, átomos, iones o moléculas se empaquetan y dan lugar a motivos que se repiten del orden de 1 ángstrom = 10-10 m; a esta repetitividad, en tres dimensiones, la denominamos red cristalina. 
El grupo más pequeño de partículas en el material que constituye el patrón repetitivo es la celda unitaria o unidad elemental la cual genera toda la red (todo el cristal). La celda unitaria define completamente la simetría y la estructura de toda la red cristalina, que se construye mediante la traducción repetitiva de la celda unitaria a lo largo de sus ejes principales. Se dice que los patrones de repetición están situados en los puntos de la red de Bravais.
La estructura cristalina y la simetría juegan un papel en la determinación de muchas propiedades físicas, tales como escisión, estructura de banda electrónica y transparencia óptica.
En la estructura cristalina (ordenada) de los compuestos inorgánicos, los elementos que se repiten son átomos o iones enlazados entre sí, de manera que generalmente no se distinguen unidades aisladas; estos enlaces proporcionan la estabilidad y dureza del material. En los compuestos orgánicos se distinguen claramente unidades moleculares aisladas, caracterizadas por uniones atómicas muy débiles, dentro del cristal. Son materiales más blandos e inestables que los inorgánicos.

## Celda unitaria

Cúbica simple (P)

La estructura cristalina de un material (la disposición de los átomos dentro de un tipo dado de cristal) se puede describir en términos de su celda unitaria. La celda unitaria es una pequeña caja que contiene uno o más átomos dispuestos en 3 dimensiones. Las celdas unitarias apiladas en un espacio tridimensional describen la disposición en masa de los átomos del cristal. La célula unitaria está representada en términos de sus parámetros de red, que son las longitudes de los bordes celulares (a, b y c) y los ángulos entre ellos (alfa, beta y gamma), mientras que las posiciones de los átomos dentro de la celda unitaria se describen por el conjunto de posiciones atómicas (xi, yi, zi) medidas desde un punto de red. Comúnmente, las posiciones atómicas se representan en términos de coordenadas fraccionales, en relación con las longitudes de la celda unitaria.

Cúbica centrada en las caras (F)

Las posiciones de los átomos dentro de la celda unitaria se pueden calcular mediante la aplicación de operaciones de simetría a la unidad asimétrica. La unidad asimétrica se refiere a la menor ocupación posible de espacio dentro de la celda unitaria. Sin embargo, esto no implica que la totalidad de la unidad asimétrica debe estar dentro de los límites de la celda unitaria. Las transformaciones simétricas de las posiciones de los átomos se calculan a partir del grupo espacial de la estructura cristalina, y esta es usualmente una operación en caja negra realizada por programas informáticos. Sin embargo, el cálculo manual de las posiciones atómicas dentro de la célula unitaria se puede realizar desde la unidad asimétrica, a través de la aplicación de los operadores de simetría descritos en las Tablas Internacionales de Cristalografía
Índices de Miller

Cúbica centrada en el cuerpo (I)

Artículo principal: Índice de Miller
Los vectores y planos en una red cristalina se describen mediante la notación de índice Miller de tres valores. Utiliza los índices ℓ, m, y n como parámetros direccionales, que están separados por 90°, y por lo tanto son ortogonales. 
Por definición, la sintaxis (ℓmn) denota un plano que contiene los tres puntos a1 / ℓ, a2 / m, y a3 / n, o algún múltiplo de los mismos. Es decir, los índices de Miller son proporcionales a las inversas de las intersecciones del plano con la celda unitaria (en la base de los vectores de celosía). Si uno o más de los índices es cero, significa que los planos no se intersecan con ese eje (es decir, la intersección es "en el infinito"). Un plano que contiene un eje de coordenadas se traduce de modo que ya no contenga ese eje antes de que sus índices de Miller sean determinados. Los índices de Miller para un plano son enteros sin factores comunes. Los índices negativos se indican con barras horizontales, como en (123). En un sistema de coordenadas ortogonales para una célula cúbica, los índices de Miller de un plano son las componentes cartesianas de un vector normal al plano.
Teniendo en cuenta solo los planos (ℓmn) que intersecan uno o más puntos de red (los planos de la red), la distancia d entre los planos de red adyacentes está relacionada con el vector de retículo recíproco (más corto) ortogonal a los planos por la fórmula
{\displaystyle d=2\pi /|g_{lmn}|}

## Planos y direcciones
Las direcciones cristalográficas son líneas geométricas que unen nodos (átomos, iones o moléculas) de un cristal. Del mismo modo, los planos cristalográficos son planos geométricos que unen nodos. Algunas direcciones y planos tienen una mayor densidad de nodos. Estos planos de alta densidad tienen una influencia en el comportamiento del cristal como sigue
- Propiedades ópticas: El índice de refracción está directamente relacionado con la densidad (o fluctuaciones de densidad periódicas).

- Adsorción y reactividad: La adsorción física y las reacciones químicas se producen en o cerca de átomos o moléculas de superficie. Estos fenómenos son, por tanto, sensibles a la densidad de nodos.

- Tensión superficial: La condensación de un material significa que los átomos, iones o moléculas son más estables si están rodeados por otras especies similares. Por lo tanto, la tensión superficial de una interfaz varía de acuerdo con la densidad de la superficie.

- Planos cristalográficos densos

- Defectos microestructurales: Los poros y las cristalitas tienden a tener límites rectos después de planos de mayor densidad.

- Escote: Esto ocurre típicamente sobre todo en paralelo a los planos de mayor densidad.

- Deformación plástica: El deslizamiento de la dislocación ocurre preferentemente paralelo a los planos de mayor densidad. La perturbación llevada por la dislocación (vector Burgers) es a lo largo de una dirección densa. El cambio de un nodo en una dirección más densa requiere una menor distorsión de la red cristalina.

Algunas direcciones y planos están definidos por la simetría del sistema cristalino. En sistemas monoclinicos, romboédricos, tetragonales y trigonales / hexagonales existe un eje único (a veces denominado eje principal) que tiene una simetría rotacional más alta que los otros dos ejes. El plano basal es el plano perpendicular al eje principal en estos sistemas cristalinos. Para los sistemas cristalinos triclinicos, ortorrómbicos y cúbicos, la designación del eje es arbitraria y no hay eje principal.

### Estructuras cúbicas
Para el caso especial de los cristales cúbicos simples, los vectores reticulares son ortogonales y de igual longitud (usualmente denominados a); Similarmente para el retículo recíproco. Así pues, en este caso común, los índices de Miller (ℓmn) y [ℓmn] indican simplemente normales / direcciones en coordenadas cartesianas. Para los cristales cúbicos con una constante de celosía a, la separación d entre planos de celdas adyacentes (ℓmn) es (desde arriba):
{\textstyle d{\mathcal {lmn}}=a\div {\sqrt {l^{2}+m^{2}+n^{2}}}}
Debido a la simetría de los cristales cúbicos, es posible cambiar el lugar y el signo de los enteros y tener direcciones y planos equivalentes:
Las coordenadas en corchetes angulares tales como ⟨100⟩ indican una familia de direcciones que son equivalentes debido a operaciones de simetría, tales como [100], [010], [001] o el negativo de cualquiera de esas direcciones.
Las coordenadas entre corchetes como {100} denotan una familia de normales planos que son equivalentes debido a operaciones de simetría, de la misma manera que los corchetes angulares indican una familia de direcciones.

## Clasificación
La propiedad definitoria de un cristal es su inherente simetría, con lo que queremos decir que bajo ciertas 'operaciones' el cristal permanece sin cambios. Todos los cristales tienen simetría de traslación en tres direcciones, pero algunos también tienen otros elementos de simetría. Por ejemplo, girar el cristal 180 ° alrededor de un cierto eje puede dar como resultado una configuración atómica que es idéntica a la configuración original. Se dice entonces que el cristal tiene una doble simetría rotacional alrededor de este eje. Además de simetrías rotacionales como esta, un cristal puede tener simetrías en forma de planos de espejo y simetrías de traslación, y también las llamadas "simetrías compuestas", que son una combinación de simetrías de translación y simetrías de espejo. Una clasificación completa de un cristal se logra cuando todas estas simetrías inherentes del cristal se identifican. 

### Redes cristalinas (redes de Bravais)
Estas redes cristalinas son un agrupamiento de estructuras cristalinas según el sistema axial utilizado para describir su red. Cada sistema de red consiste en un conjunto de tres ejes en una disposición geométrica particular. Hay siete sistemas de celosía. Son similares pero no exactamente iguales a los siete sistemas de cristal y a las seis familias de cristal.
| Familia          | Red cristalina   | Simetría (Sistema Schönflies) | Redes de Bravais | Redes de Bravais        | Redes de Bravais          | Redes de Bravais          |
| Familia          | Red cristalina   | Simetría (Sistema Schönflies) | Primitiva (P)    | Centrada en la base (S) | Centrada en el cuerpo (I) | Centrada en las caras (F) |
| ---------------- | ---------------- | ----------------------------- | ---------------- | ----------------------- | ------------------------- | ------------------------- |
| Triclínico (a)   | Triclínico (a)   | Ci                            | aP               |                         |                           |                           |
| Monoclínico (m)  | Monoclínico (m)  | C2h                           | mP               | mS                      |                           |                           |
| Ortorrómbico (o) | Ortorrómbico (o) | D2h                           | oP               | oS                      | oI                        | oF                        |
| Tetragonal (t)   | Tetragonal (t)   | D4h                           | tP               |                         | tI                        |                           |
| Hexagonal (h)    | Romboédrico      | D3d                           | hR               |                         |                           |                           |
| Hexagonal (h)    | Hexagonal        | D6h                           | hP               |                         |                           |                           |
| Cúbico (c)       | Cúbico (c)       | Oh                            | cP               |                         | cI                        | cF                        |

El sistema cúbico (o isométrico) más .simple y simétrico tiene la simetría de un cubo, es decir, presenta cuatro ejes de rotación triples orientados a 109,5 ° (el ángulo tetraédrico) con respecto al otro. Estos tres ejes se encuentran a lo largo de las diagonales del cuerpo del cubo. Los otros seis sistemas de redes son hexagonales, tetragonales, romboédricos (a menudo confundidos con el sistema de cristal trigonal), ortorrómbicos, monoclinicos y triclinicos.

## Defectos e impurezas
Los cristales reales presentan defectos o irregularidades en sus disposiciones ideales y son estos defectos los que determinan críticamente muchas de las propiedades eléctricas y mecánicas de los materiales reales. Cuando un átomo sustituye a uno de los principales componentes atómicos dentro de la estructura cristalina, puede producirse una alteración en las propiedades eléctricas y térmicas del material. Las impurezas también pueden manifestarse como impurezas de spin en ciertos materiales. La investigación sobre las impurezas magnéticas demuestra que una alteración sustancial de ciertas propiedades, como el calor específico, puede verse afectada por pequeñas concentraciones de una impureza, como por ejemplo las impurezas en las aleaciones ferromagnéticas semiconductoras pueden conducir a propiedades diferentes tal como se predijeron por primera vez a finales de los años sesenta.  Las dislocaciones en la red cristalina permiten cortar a una tensión inferior a la necesaria para una estructura cristalina perfecta.

## Predicción de la estructura
La dificultad de predecir estructuras cristalinas estables basadas en el conocimiento solo de la composición química ha sido durante mucho tiempo un obstáculo en el camino hacia el diseño de materiales totalmente computacionales. Ahora, con algoritmos más potentes y computación de alto rendimiento, se pueden predecir estructuras de complejidad media utilizando enfoques tales como algoritmos evolutivos, muestreo aleatorio o metadinámica.
Las estructuras cristalinas de los sólidos iónicos simples (por ejemplo, NaCl o sal de mesa) se han racionalizado durante mucho tiempo en términos de las reglas de Pauling, establecidas por primera vez en 1929 por Linus Pauling, a quien muchos han llamado "padre del vínculo químico" Pauling también consideró la naturaleza de las fuerzas interatómicas en los metales y concluyó que alrededor de la mitad de los cinco d-orbitales de los metales de transición están involucrados en la unión, siendo los restantes d-orbitales no vinculantes responsables de las propiedades magnéticas. Por lo tanto, fue capaz de correlacionar el número de d-orbitales en la formación de enlaces con la longitud del enlace, así como muchas de las propiedades físicas de la sustancia. Posteriormente introdujo el orbital metálico, un orbital extra necesario para permitir la resonancia desinhibida de los enlaces de valencia entre varias estructuras electrónicas. 
En la teoría del enlace de valencia resonante, los factores que determinan la elección de uno entre las estructuras cristalinas alternativas de un compuesto metálico o intermetálico giran alrededor de la energía de resonancia de los enlaces entre las posiciones interatómicas. Está claro que algunos modos de resonancia producirían mayores contribuciones (serían más estables mecánicamente que otros), y que en particular una relación simple entre el número de enlaces y el número de posiciones sería excepcional. El principio resultante es que se asocia una estabilidad especial con las relaciones más simples o "números de enlace": 1/2, 1/3, 2/3, 1/4, 3/4, etc. La elección de la estructura y el valor de la relación axial (que determina las longitudes de los enlaces relativos) es, por lo tanto, el resultado del esfuerzo de un átomo para usar su valencia en la formación de enlaces estables con números de enlaces fraccionales simples.
Después de postular una correlación directa entre la concentración de electrones y la estructura cristalina en las aleaciones de fase beta, Hume-Rothery analizó las tendencias de los puntos de fusión, compresibilidades y longitudes de enlaces en función del número de grupo en la tabla periódica para establecer un sistema de valencias de Los elementos de transición en el estado metálico. Este tratamiento enfatizó así la fuerza de unión creciente en función del número de grupo.  El funcionamiento de las fuerzas direccionales se enfatizó en un artículo sobre la relación entre los híbridos de enlace y las estructuras metálicas. La correlación resultante entre estructuras electrónicas y cristalinas se resume en un solo parámetro, el peso de los electrones d por híbrido orbital metálico. El "peso-d" calcula a 0,5, 0,7 y 0,9 para las estructuras fcc, hcp y bcc, respectivamente. La relación entre los electrones d y la estructura cristalina se hace evidente. 
En las predicciones / simulaciones de la estructura cristalina, la periodicidad se aplica generalmente, puesto que el sistema se imagina como ilimitado grande en todas las direcciones. A partir de una estructura triclinica sin otra propiedad de simetría asumida, el sistema puede ser impulsado a mostrar algunas propiedades de simetría adicionales aplicando la segunda ley de Newton sobre las partículas en la celda unitaria y una ecuación dinámica desarrollada recientemente para los vectores del período del sistema, incluso si el sistema está sujeto a una tensión externa.

## Polimorfismo

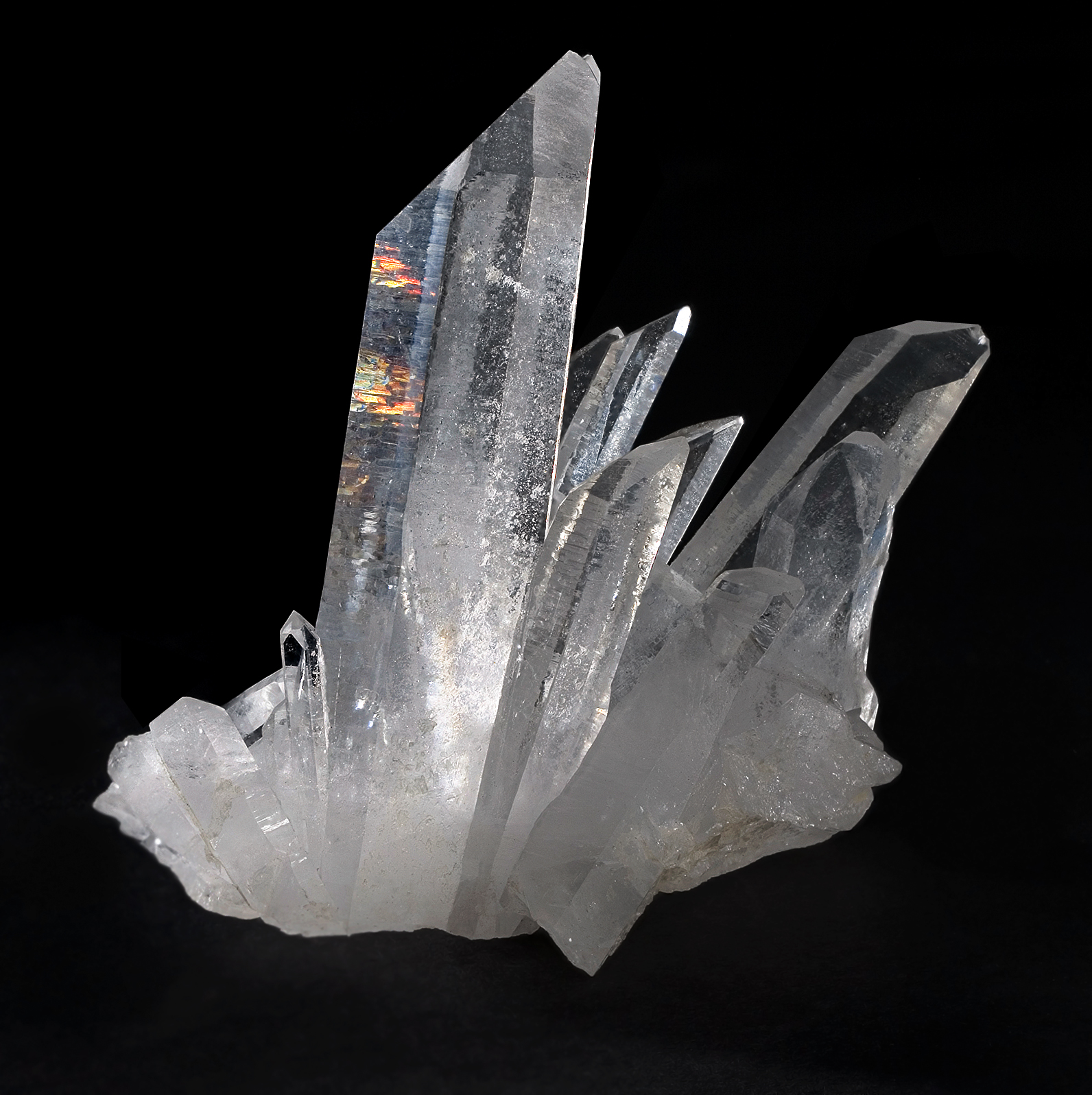
Cristal de cuarzo, compuesto por SiO2 o también llamado sílice.

El polimorfismo es la ocurrencia de múltiples formas cristalinas de un material. Se encuentra en muchos materiales cristalinos incluyendo polímeros, minerales y metales. Según las reglas de Gibbs de equilibrio de fase, estas fases cristalinas únicas dependen de variables intensivas como la presión y la temperatura. El polimorfismo está relacionado con la alotropía, que se refiere a los sólidos elementales. La morfología completa de un material se describe por polimorfismo y otras variables tales como hábito de cristal, fracción amorfa o defectos cristalográficos. Los polimorfos tienen diferentes estabilidades y pueden convertir espontáneamente desde una forma metaestable (o forma termodinámicamente inestable) a la forma estable a una temperatura particular. También exhiben diferentes puntos de fusión, solubilidades y patrones de difracción de rayos X.
Un buen ejemplo de esto es la forma de cuarzo del dióxido de silicio, o SiO2. En la gran mayoría de los silicatos, el átomo de Si muestra una coordinación tetraédrica por cuatro oxígenos. Todas excepto una de las formas cristalinas implican unidades tetraédricas {SiO4} unidas entre sí por vértices compartidos en diferentes arreglos. En diferentes minerales, los tetraedros muestran diferentes grados de interconexión y polimerización. Por ejemplo, ocurren solos, unidos entre sí, en grupos finitos más grandes, incluyendo anillos, cadenas, cadenas dobles, láminas y estructuras tridimensionales. Los minerales se clasifican en grupos basados en estas estructuras. En cada una de sus siete formas cristalinas termodinámicamente estables o polimorfos de cuarzo cristalino, solo dos de cada cuatro de cada uno de los bordes de los tetraedros {SiO4} se comparten con otros, dando la fórmula química neta para la sílice: SiO2.
Otro ejemplo es el estaño elemental (Sn), que es maleable cerca de las temperaturas ambiente pero es quebradizo cuando se enfría. Este cambio en las propiedades mecánicas debido a la existencia de sus dos principales alótropos, α- y β-estaño. Los dos alótropos que se encuentran a presión y temperatura normales, α-estaño y β-estaño, se conocen más comúnmente como estaño gris y lata blanca respectivamente. Dos alotropos más, γ y σ, existen a temperaturas por encima de 161 °C y presiones por encima de varios GPa.  El estaño blanco es metálico, y es la forma cristalina estable en o por encima de la temperatura ambiente. Por debajo de 13,2 °C, el estaño existe en forma gris, que tiene una estructura cristalina cúbica de diamante, similar a diamante, silicio o germanio. El estaño gris no tiene propiedades metálicas en absoluto, es un material en polvo gris mate y tiene pocos usos, aparte de unas pocas aplicaciones de semiconductores especializados.  Aunque la temperatura de transformación α-β del estaño es nominalmente 13,2 °C, las impurezas (por ejemplo, Al, Zn, etc.) disminuyen la temperatura de transición muy por debajo de 0 °C y tras la adición de Sb o Bi la transformación puede no ocurrir en absoluto.

## Propiedades físicas

Estructura del diamante

Veinte de las 32 clases de cristal son piezoeléctricas, y los cristales pertenecientes a una de estas clases (grupos de puntos) muestran piezoelectricidad. Todas las clases piezoeléctricas carecen de un centro de simetría. Cualquier material desarrolla una polarización dieléctrica cuando se aplica un campo eléctrico, pero una sustancia que tiene tal separación de carga natural incluso en ausencia de un campo se denomina material polar. El hecho de que un material sea polar o no está determinado únicamente por su estructura cristalina. Solo 10 de los 32 grupos de puntos son polares. Todos los cristales polares son piroeléctricos, por lo que las 10 clases de cristal polar se denominan a veces clases piroeléctricas.
Hay algunas estructuras de cristal, notablemente la estructura de perovskita, que exhiben comportamiento ferroeléctrico. Esto es análogo al ferromagnetismo, en que, en ausencia de un campo eléctrico durante la producción, el cristal ferroeléctrico no exhibe una polarización. Tras la aplicación de un campo eléctrico de magnitud suficiente, el cristal se polariza permanentemente. Esta polarización puede ser invertida por una contra-carga suficientemente grande, de la misma manera que un ferromagneto puede ser invertido. Sin embargo, aunque se llaman ferroeléctricos, el efecto es debido a la estructura cristalina (no a la presencia de un metal ferroso).